# Estación Versalles
Versalles es una de las estaciones del Sistema Integrado de Transporte MIO, en la ciudad de Cali, inaugurado en el año 2008.

## Ubicación
Está ubicada con la Avenida 3 con calle 21, en el barrio Versalles.

## Características
La estación posee un acceso peatonal sobre la calle 21 y consta de un vagón bidireccional, es decir, con plataformas de parada en ambos sentidos. Debido a que ninguna de las estaciones del corredor troncal de la avenida 3N fue diseñada con carriles solo bus para adelantar y a la gran cantidad de rutas que pasan por el sector, varias de estas no atienden la estación, tales como la E27, P21E, P62A y P62D.
Su pictograma es un disco rotatorio de la cultura Nariño.

## Servicios de estación

### Rutas expresas
| Ruta | Estación Origen             | Estación Destino            | Sentido (N/S) |
| ---- | --------------------------- | --------------------------- | ------------- |
| E21  | Terminal Menga Av 3N Cl 70N | Universidades Cra 100 Cl 16 | Ambos         |

### Rutas troncales
| Ruta | Estación Origen                   | Estación Destino        | Sentido (N/S) |
| ---- | --------------------------------- | ----------------------- | ------------- |
| T52  | Terminal Aguablanca Cra 28D Cl 96 | Terminal de Transportes | Ambos         |

### Rutas pretroncales
| Ruta | Origen              | Trayecto                                | Destino                     |
| ---- | ------------------- | --------------------------------------- | --------------------------- |
| P21A | Inicio de recorrido | Cl 21 - Cl 27 - Cra 46 - Caney          | Universidades Cra 100 Cl 16 |
| P30B | Floralia            | Cra 80 - Av. Pasoancho - Centro - Av 6N | CAM - Petecuy Cl 15 Cr 8    |
| P52D | Ciudad Córdoba      | Cra 46 - Cl 27 - Centro - Av 3N         | Terminal de Transportes     |

### Rutas alimentadoras
| Ruta | Origen                     | Trayecto                              | Destino           |
| ---- | -------------------------- | ------------------------------------- | ----------------- |
| A05  | Las Américas Av 3N Cl 23AN | Av 2N - Av 4Oe - Cr 1 - Av 4N - Av 6N | La Portada al Mar |